# Гомес, Хесус Хавьер
Хесус Хавьер Гомес Меркадо (исп. Jesús Javier Gómez Mercado; родился 6 августа 1984 года в Тукупита, Венесуэла) — венесуэльский футболист, полузащитник клуба «Эстудиантес де Мерида» и сборной Венесуэлы.

## Клубная карьера
Гомес — воспитанник клуба «Эстудиантес де Мерида». В 2004 году он дебютировал в венесуэльской Примере. После двух сезонов на взрослом уровне, Хесус принял приглашение марокканского клуба «Раджа» и сезон выступал в чемпионате Марокко. В 2007 году Гомес перешёл в сирийский «Аль-Иттихад», где также провёл сезон. В 2008 году Хесус вернулся на родину, подписав контракт с «Каракасом». В первых же двух сезона он помог команде выиграть чемпионат, а также завоевать Кубок Венесуэлы. 22 апреля 2010 года в матче Кубка Либертадорес против бразильского «Фламенго» Хесус забил гол. В том же году он был выбран наиболее ценным игроком чемпионата.
В начале 2011 года Гомес на правах аренды перешёл в египетский «Вади Дегла». 20 января в матче против «Смухи» он дебютировал в чемпионате Египта. 19 апреля в поединке против «Миср эль-Макаса» Хесус забил свой первый гол за «Вади Дегла».
Летом того же года Гомес был отдан в аренду в бельгийский «Льерс», но за клуб так и не дебютировал. В начале 2012 года Хесус вернулся в «Каракас». Летом того же года Гомес перешёл в «Депортиво Лара». 12 августа в матче против «Депортиво Ансоатеги» он дебютировал за новую команду. 22 февраля 2013 года в поединке Кубка Либертадорес против аргентинского «Ньюэллс Олд Бойз» Хесус забил свой первый гол за «Депортиво Лара». Летом того же года Гомес перешёл в мексиканский «Дельфинес». 20 июля в матче против «Венадос» он дебютировал в Лиге Ассенсо. 14 сентября в поединке против «Леонес Негрос» Хесус забил свой первый гол за «Дельфинес».
Летом 2014 года Гомес присоединился к «Дорадос де Синалоа». 20 июля в матче против «Атланте» он дебютировал за новую команду. 28 сентября в поединке против «Кафеталерос де Тапачула» Хесус забил свой первый гол за «Дорадос». По итогам сезона он помог клубу выйти в элиту.
Летом 2015 года Гомес перешёл в «Некаксу». 23 августа в матче против «Алебрихес де Оахака» он дебютировал за новую команду. 30 августа в поединке против «Сакапетека» Хесус забил свой первый гол за «Некаксу». По итогам сезона Гомес помог клубу выйти в элиту. 17 июля 2016 года в матче против «Крус Асуль» он дебютировал в мексиканской Примере. В начале 2017 года Гомес перешёл в «Атланте». 14 января в матче против «Сакапетека» он дебютировал за новый клуб. 22 января в поединке против своего бывшего клуба «Дорадос де Синалоа» Хесус забил свой первый гол за «Атланте». Летом того же года Гомес вернулся в «Эстудиантес де Мерида», где был выбран капитаном команды.

## Международная карьера
17 августа 2005 года товарищеском матче против сборной Эквадора Гомес дебютировал за сборную Венесуэлы. 1 марта 2006 года в поединке против сборной Колумбии Хесус забил свой первый гол за национальную команду.

### Голы за сборную Венесуэлы
| #   | Дата         | Место                                     | Противник | Счёт | Результат | Соревнование      |
| --- | ------------ | ----------------------------------------- | --------- | ---- | --------- | ----------------- |
| 01. | 1 марта 2006 | Хосе Паченчо Ромеро, Маракайбо, Венесуэла | Колумбия  | 1:0  | 1:0       | Товарищеский матч |

## Достижения
Командные
 «Каракас»
- Чемпионат Венесуэлы по футболу — 2008/2009
- Чемпионат Венесуэлы по футболу — 2009/2010
- Обладатель Кубка Венесуэлы — 2009

Индивидуальные
- Самый ценный игрок чемпионата Венесуэлы — 2009/2010